# Грушка (Кам'янський район)
Гру́шка (рос. Грушка; рум. Hruşca) — село в Кам'янському районі в Молдові (Придністров'ї). Населення становить 2 800 осіб.
Село розташоване в північно-західній частині району вздовж шосе Рибниця—Ямпіль за 16 км від районного центру м. Кам'янки. Є крайньою західною точкою ПМР і розташовано на межі кордонів України, Молдови та Придністров'я. Село розташоване на березі річки Дністер. Через центральну частину села протікає річка Грушка (Притока Дністра).
Поблизу села розташований міждержавний пункт пропуску через кордон Грушка—Велика Кісниця.
Згідно з переписом населення 2004 року у селі проживало 23,1 % українців.

## Люди
В селі народився Андон Віктор Данилович (1929—2016) — молдовський кінознавець, сценарист і педагог.